# PZL.44 Wicher
Il PZL.44 Wicher era un bimotore di linea ad ala bassa prodotto dall'azienda polacca Państwowe Zakłady Lotnicze nella seconda metà degli anni trenta, e rimasto allo stadio di prototipo.

## Storia del progetto
Il PZL.44 Wicher nacque dall'esigenza di dotare la compagnia di bandiera Polskie Linie Lotnicze LOT (PLL LOT) di un nuovo modello di velivolo da trasporto civile. Il progetto venne affidato all'ingegnere Wsiewołod Jakimiuk, capo dell'ufficio tecnico della PZL e progettista di numerosi velivoli sia civili che militari (come i caccia PZL P.11 e PZL P.24).
Nel 1933 il Ministero delle Comunicazioni (in lingua polacca Ministerstwo Komunikacji) emise un nuovo requisito relativo ad un aereo da trasporto passeggeri e posta, destinato a prestare servizio presso la compagnia di bandiera Polskie Linie Lotnicze LOT (PLL LOT). Con il nuovo aereo la PLL LOT intendeva sostituire i Fokker F.VIIB/3m allora in uso, che stavano precocemente invecchiando. Il progetto del nuovo velivolo venne realizzato dall'ingegner Zbysław Ciołkosz, e ricevette la designazione di PZL.30. Tale progetto attrasse l'attenzione delle autorità militari, tanto che nel 1933 una speciale commissione richiese lo sviluppo di una specifica versione da bombardamento, evolutasi poi nel bombardiere LWS-6 Żubr. Nel 1935, quando il progetto del velivolo civile era ormai in fase di completamento, e si era avviata la costruzione del primo prototipo, la compagnia PLL LOT perse ogni interesse per l'aereo. Infatti la PLL LOT aveva deciso di acquistare aerei pressurizzati e si era rivolta al mercato americano ordinando il Lockheed Model 10 Electra e il Douglas DC-2.
Tuttavia nello stesso anno il Ministero delle Comunicazioni richiese lo sviluppo di un moderno aereo da trasporto civile, prendendo come modello realizzativo il Douglas DC-2, dotato di motori radiali da 1 000-1 200 CV. Il 20 giugno 1936 il Dipartimento dell'aeronautica emise il requisito relativo al nuovo velivolo da trasporto. Il contratto di costruzione del prototipo fu siglato da Ministero dei Trasporti, compagnia aerea LOT, ITL e PZL. La direzione della PZL incaricò dello sviluppo del nuovo velivolo il progettista Wsiewołod Jakimiuk, mentre l'aereo ebbe la designazione interna di PZL.44 Wicher.
L'ingegner Jakimiuk prese come modello i più moderni velivoli internazionali allora in corso di sviluppo, in primo luogo il Douglas DC-2, e si avvalse dell'esperienza acquisita nella costruzione del bombardiere PZL.37 Łoś. Il progetto prevedeva un aereo capace di trasportare 14 passeggeri, dotato di due motori radiali Wright Cyclone GR-1820 G2 eroganti 850 hp.
Secondo i piani di sviluppo il prototipo doveva compiere il primo volo nel settembre 1937, ed entro la fine dello stesso anno dovevano essere condotti i test di collaudo. La produzione in serie doveva essere avviata nel corso del 1938. La compagnia LOT emise un ordine per soli 4 esemplari, con consegna prevista nel 1940.

## Tecnica
Il PZL.44 Wicher era un velivolo da trasporto passeggeri dall'aspetto convenzionale; monoplano bimotore ad ala bassa di costruzione interamente metallica.
La fusoliera, di sezione ovale semimonoscocca, integrava la cabina di pilotaggio posta in posizione superiore collegata allo scomparto passeggeri da 48 posti a sedere ed al vano bagagli. La stessa terminava posteriormente in una coda tradizionale dotato di impennaggio bideriva di grandi dimensioni. L'ala di forma ellittica, montata bassa e a sbalzo, era divisa in due semiali dalla struttura trilongherone, realizzata in duralluminio e ricoperta da lamiera liscia dello stesso materiale. Per la prima volta nella storia aeronautica della Polonia nella costruzione dell'aereo venne usata la saldatura, invece delle piastre di duralluminio rivettate. L'impennaggio di coda presentava la doppia deriva.
Il carrello d'atterraggio presentava configurazione a triciclo classico con gli elementi anteriori semiretrattili che rientravano nelle gondole motore integrati da un ruotino posteriore d'appoggio posizionato sotto la coda.
La propulsione era assicurata da due motori radiali, posizionati in gondole alari, Wright Cyclone GR-1820 G2 a 9 cilindri raffreddati ad aria eroganti la potenza 850 hp a 1 675 m, e 1 000 hp (736 kW) al livello del mare, ed azionanti un'elica tripala metallica Hamilton-Standard. La normale capacità di combustibile era pari a 1 800 L (massima 2 200 L), mentre quella dell'olio motore era di 110 L.
Il compartimento passeggeri, lungo 9 m, alto 1,85 m e largo 1,69 m, era lussuosamente arredato e conteneva 14 poltrone reclinabili per passeggeri (7 per lato), toilette, bar e postazione per lo steward. Inoltre il velivolo era dotato di impianti di ventilazione, riscaldamento e audio. La cabina di pilotaggio accoglieva pilota, copilota ed operatore radio e meccanico di bordo. La dotazione di serie prevedeva radio ricetrasmittente, pilota automatico Sperry, impianto antighiaccio per ali ed impennaggio di coda.

## Impiego operativo

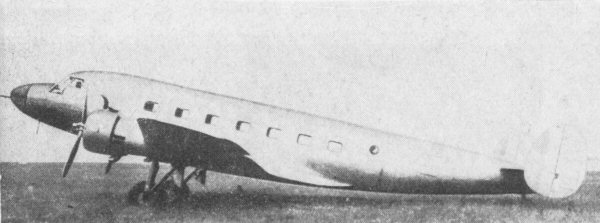
Il prototipo del PZL.44 Wicher ripreso nel 1939.

Il prototipo del PZL.44 volò per la prima volta il 20 marzo 1938, con ai comandi il pilota collaudatore Bolesław Orliński. Le prove di collaudo si svolsero presso l'ITL, e furono completate nell'ottobre dello stesso anno, cioè con un anno di ritardo sui tempi previsti. Dopo aver completato le prove di volo ai primi di novembre si portò a Parigi, dove venne esposto al XVI Salone Aeronautico di Le Bourget. Alla fine del 1938 il velivolo fu trasferito presso la LOT, dove effettò i collaudi delle prestazioni per il servizio di linea (immatricolato SP-BPJ), con base sull'aeroporto di Varsavia. Questi collaudi durarono fino all'aprile del 1939, con la macchina che effettuò voli anche sulle rotte internazionali. Al termine delle prove la LOT iniziò la procedura per recedere dal contratto, principalmente a causa dell'elevato prezzo unitario del velivolo. A causa del lungo sviluppo dell'aereo la compagnia aveva acquistato, tra il 1938 e il 1939, un lotto di 10 Lockheed L-14H, proposti ad un prezzo di 350.000 zloty senza motori. Il prezzo del PZL.44 per un velivolo di serie era di 600.000 zloty, che sarebbe salito a 710.000 con i motori. Insorse un serio contrasto tra il comando dell'aviazione militare (Dowództwem Lotnictwa) e la compagnia di bandiera, sull'ordinazione degli aerei da parte della LOT, per via del rapporto tra costo ed efficacia.
Nei primi giorni del marzo 1939 l'intervento diretto del comandante dell'aviazione, generale Rayski, portò la direzione della PZL a decidere, nell'aprile dello stesso anno, di abbassare il prezzo dell'aereo di serie fino a 372.000 złoty, senza appesantire i costi di produzione. Purtroppo quando il velivolo effettuò regolari voli di linea (con matricola SP-BPW) tra l'aeroporto di Varsavia e quelli di Gdynia e Leopoli, emerse che l'aereo soffriva di eccessive vibrazioni che avrebbero reso invivibile la cabina passeggeri. Nella tarda primavera del 1939, con l'accordo della PZL, occupata in quel momento nella definizione delle priorità militari, la LOT riuscì a cancellare l'ordine di acquisto, ordinando al suo posto 4 Lockheed L-14H Super Electra.
L'aereo pagò l'elevato costo di progettazione ex novo di un moderno velivolo da trasporto civile, che si rifletteva inevitabilmente sul costo finale di produzione per una piccola quantità di aerei destinati al mercato interno. A quel tempo il costo della progettazione e della costruzione del prototipo aveva assorbito la cifra di 2,4 milioni di zloty. Il base alle necessità militari, e con l'avvicinarsi del conflitto, il team di progettazione dell'ingegner Wsiewołod Jakimiuk venne immediatamente dirottato allo sviluppo del moderno caccia PZL.50 Jastrząb.
Il prototipo del PZL.44 eseguì ulteriori test tra il luglio e l'agosto 1939, in vista di un ordine da parte dell'aeronautica militare venendo successivamente militarizzato. Dopo lo scoppio della seconda guerra mondiale, il 1º settembre 1939, l'aereo venne trasferito da Grójec a Lvov in vista di una sua evacuazione in Romania per impedirne la cattura da parte dei tedeschi. Dopo aver riportato danni al carrello di atterraggio non riparabili, l'aereo venne lasciato sull'aeroporto di Skniłowie dove finì catturato dall'esercito sovietico. Una volta riparato dai tecnici sovietici l'aereo fu portato su uno degli aeroporti dell'area di Mosca, dove poi fu consegnato alla compagnia Aeroflot. Il 1º luglio 1940 l'aereo risultava in carico al GU GWF (Gławnoje Uprawlienije Grażdanskogo Wozdusznogo Flota), e da lì se ne persero le tracce.
Nel 1939 l'ufficio tecnico della PZL considerò la possibilità di elaborare dal PZL.44 Wicher un aereo da ricognizione e bombardamento a lungo raggio. A causa del precipitare della situazione internazionale lo sviluppo del PZL.44B rimase solo in fase di progetto iniziale.

## Versioni
- PZL.44: un prototipo dotato di propulsori Wright Cyclone GR-1820 G2, primo volo il 20 marzo 1938.
- PZL.44B: prevista versione da ricognizione e bombardamento a lungo raggio, non realizzata.

## Utilizzatori

### Civili
Polonia
- Polskie Linie Lotnicze LOT

 Unione Sovietica
- Aeroflot

### Militari
Polonia
- Siły Powietrzne